# Parkia bicolor
Parkia bicolor (Engels: African Locust Bean) is een plantensoort uit de vlinderbloemenfamilie (Leguminosae). Het is een korte loofboom met een open en wijd uitlopende kroon. De boom kan tot 40 meter hoog worden. De cilindrische stam is meestal recht, maar is soms gedraaid of gebogen. De stam kan een diameter hebben van maximaal 100 centimeter, met dunne en vrij verspreide plankwortels tot 3 meter hoog. De vruchten zijn lange bungelende peulen die elk maximaal vijfentwintig zaden bevatten. 
De soort komt voor in tropisch Afrika, van West-Afrika tot in Congo-Kinshasa en Angola. Hij komt voor in verschillende bostypes, van natte groenblijvende bossen tot droge semi-bladverliezende bossen. Het meest komt de soort voor in gemengde vochtige laaglandregenwouden, vooral op goede waterdoorlatende bodems. Verder kan de soort ook worden gevonden langs kreken en rivieren en in moerassen. De soort staat op de Rode Lijst van de IUCN geklasseerd als 'niet bedreigd'.
De boom wordt voornamelijk in het wild geoogst voor allerlei doeleinden. Het vruchtvlees uit de peulvruchten wordt af en toe gegeten. De zaden laat men fermenteren, waarna ze dienen als smaakmaker om sauzen en soepen te kruiden. Verder wordt uit de zaden een niet-giftige olie gewonnen. Verschillende delen van de boom worden gebruikt in de traditionele geneeskunde. Een schorsmaceratie wordt gebruikt om oogklachten te behandelen en een afkooksel van de schors wordt gebruikt om kiespijn te behandelen. Het hout van de boom wordt gebruikt voor planken, timmerwerk en kano's.